# Talochlamys zelandiae
Talochlamys zelandiae är en musselart som först beskrevs av Gray 1843.  Talochlamys zelandiae ingår i släktet Talochlamys och familjen kammusslor. Inga underarter finns listade i Catalogue of Life.